# Liste der reichsten Ukrainer
Dies ist die Liste der reichsten Ukrainer nach Angaben von Statista. Der Stand der Liste ist 2022.
| # | Name                | Industrie                                                                                                   | Vermögen (in Milliarden US$) |
| - | ------------------- | --- | ---------------------------- |
| 1 | Rinat Achmetow      | Bergbau, Metallindustrie, Energie, Finanzen, Telekommunikation, Immobilien, Medien, Technik, Landwirtschaft | 7,9                          |
| 2 | Wiktor Pintschuk    | Metallindustrie, Finanzen, Medien                                                                           | 3,2                          |
| 3 | Petro Poroschenko   | Auto- und Schiffbau, Schokoladenherstellung, Rüstung und Fernsehsender                                      | 1,8                          |
| 4 | Andryj Werewskyj    | Agrikultur                                                                                                  | 1,4                          |
| 5 | Kostjantyn Schewaho | Immobilien, Energie, Chemie, Maschinenbau, Schiffsbau, Metallurgie                                          | 1,2                          |
| 5 | Wadym Nowynskyj     | Metallindustrie                                                                                             | 1,2                          |
| 7 | Vlad Yatsenko       | | 1,2                          |